# Kohga Ha Kurokawa Ryu

A Kohga Ha Kurokawa Ryu é uma arte marcial japonesa de Ninjutsu e Heihojutsu que teve sua origem no início do século XI, mais precisamente no ano de 1038 com seu auge entre os séculos XV e XVII. A Kohga Ha Kurokawa Ryu é uma das mais antigas escolas de artes marciais japonesas.

## História
O Clã/Família Kurokawa foi um dos principais clãs Ninjas e Samurais do Japão feudal e um dos clãs que mais contribuíram para o desenvolvimento de artes marciais tradicionais. 
A família Kurokawa vivia em povoados nas regiões montanhosas e distante dos centros culturais na região de Kohga, que era povoada por clãs pobres, camponeses relativamente independentes, místicos, monges e Ronins, alguns vindos da China que estavam no lado errado da última guerra. A família Kurokawa desenvolveu talentos diversos, inclusive técnicas do treinamento dos monges da montanha, Yamabushi, evoluindo de simples povos a guerreiros. Aprendendo e desenvolvendo as habilidades, estratégias e técnicas de combate, que lhes eram necessárias para sobrevivência de sua família. Estas técnicas desenvolveram-se na arte que hoje é conhecida como Kohga Ha Kurokawa Ryu de Ninjutsu e Heihojutsu. Sua cultura contrária era considerada altamente ilegal e por isso era mantida em segredo, e foi por esta razão que a nossa arte foi mantida encoberta por séculos no mistério da história japonesa. 
Os registros históricos indicam que determinados indivíduos e famílias das regiões de Iga e Kohga, possuíam habilidades específicas, e que eram contratados por Daimyô's, Shogun's e até por Samurais, para utilizarem essas habilidades.
A família Kurokawa era especialista na espionagem e assassinato, por todos os meios possíveis. Mas o treinamento da Kohga Ha Kurokawa Ryu ensinava, e ensina até hoje, a alcançar o desenvolvimento Sanshin, a perfeita união entre a mente, o corpo e o espírito, empurrando seus corpos e mentes para limites distantes além daquela da resistência humana normal.

## Ninjutsu de Kohga Ha Kurokawa Ryu
A palavra Nin significa:
- resistência;
- paciência;
- perseverança;
- oculto;
- força interior;
- escondido.

As técnicas da Escola Kurokawa são atualizadas para o presente, sem se esquecer das tradições do passado, pois não se pode ter o futuro se não se conhece o passado. E é com esse pensamento que a nossa Escola ensina tanto as tradições modernas quanto as tradições antigas preservando principalmente a eficiência.
O Ninjutsu de Kurokawa não visa somente à vitória, visa também esclarecer a vida e as suas peculiaridades.

### Áreas de conhecimento
As áreas de conhecimento do Ninjutsu da Escola Kurokawa são áreas das artes marciais que todo Shinobi no Mono (Ninja) deve ser um grande conhecedor. O Shinobi Juhakkei são as 18 áreas de conhecimento que o Ninja dever dominar:
- 01° Seishin Teki Kyoyo: refinamento espiritual
- 02° Tai-jutsu: arte de combate corpo a corpo sem armas
- 03° Biken-jutsu: arte da espada secreta
- 04° So-jutsu: arte da lança
- 05° Naginata-jutsu: arte da alabarda
- 07° Kusari-jutsu: arte do manejo da corrente
- 06° Bo-jutsu: arte do manejo do bastão
- 08° Shuriken-jutsu: arte de lançamento de lâminas de metal
- 09° Shinobi-iri: arte de caminhar e entrar silenciosamente
- 10° Suiren: arte de nadar e combate dentro da água
- 11° Cho-ho: arte da espionagem
- 12° Inton-jutsu: arte de evadir e escapar
- 13° Kayaku-jutsu: arte do uso do fogo e explosivos
- 14° Henso-jutsu: arte dos disfarces
- 15° kakushi Buki-jutsu: arte das armas secretas
- 16° Ninryaku-jutsu: arte da medicina
- 17° Bo-Ryaku Heiho: arte das estratégias
- 18° Tenmon e Chimon: arte de estratégias de tempo, clima e terreno

### Kunoichi
A Kunoichi, mulher ninja, é mais perigosa que a arma mais mortal. As Kunoichis, no passado, além do treinamento Ninjutsu, também praticavam a dança, o canto e a música, e desta forma, podiam se passar tanto por camponesas quanto pelos mais altos cargos da nobreza.
Elas se aproveitavam dessa habilidade para se infiltrar em grupos influentes, do governo por exemplo, a fim de buscar informações ou mesmo para aniquilar inimigos com o mínimo de força e o máximo de estratégia possível.
A força de uma Kunoichi está em sua delicadeza como mulher, sua feminilidade e em seus gestos sedutores, que fazia com que os seus inimigos a subestimassem e desprezassem sua habilidade.

### Graduação
Dentro do Ninjutsu os alunos possuem determinadas graduações de faixa, que tem como princípio básico identificar o sistema de aprendizado do aluno e o seu conteúdo técnico marcial.
Adotamos, para a prática do Ninjutsu, colorações de faixa que equivalem ao grau de conhecimento do aluno dentro da arte.
Cada graduação de faixa possui um conhecimento marcial especifico que corresponde a um programa de treinamento do aluno, que é imprescindível o seu domínio para então poder realizar o seu exame de graduação para um novo Kyu (níveis abaixo da faixa preta) ou Dan (níveis da faixa preta).

## Kohga Ha Kurokawa Ryu no Brasil
A Escola Kurokawa foi trazida ao Brasil pelo 34° Soke Kawamura Saiko. O Soke Kawamura teve três discípulos, o Soke Minoru Tanaka, Dai Hanshi Itto Araki e a Kunoichi Akemi Tanaka. O Soke Kawamura escolheu o Soke Minoru Tanaka como seu sucessor, e foi em 1957, com a morte do Soke Kawamura, que o Soke Minoru Tanaka assumiu a escola como 35° Soke.
Graças ao grande mestre Tanaka Minoru, que está magnífica arte chegou até nós, não como uma arte de assassinos, mas como uma filosofia de vida no conhecimento do combate. O Soke Minoru, temendo que nossa escola desaparecesse, abriu as portas de seu Dojo para pessoas não descendentes. O Soke Minoru teve muitos alunos, mas somente cinco discípulos, o Soke Ebio, Osmar, Ittor Katsuhiro, Ituko Akemi (Kunoichi) e Haruo.
Hoje a Kohga Ha Kurokawa Ryu é liderada pelo Soke Ebio Cleser Borges, desde 2001, que foi aluno direto do 35° Soke Minoru Tanaka.